# Конопниця (Велюнський повіт)
Конопниця (пол. Konopnica) — село в Польщі, у гміні Конопниця Велюнського повіту Лодзинського воєводства.
Населення — 813 осіб (2011).
У 1975-1998 роках село належало до Серадзького воєводства.

## Демографія
Демографічна структура станом на 31 березня 2011 року:
|          | Загалом | Допрацездатний вік | Працездатний вік | Постпрацездатний вік |
| -------- | ------- | ------------------ | ---------------- | -------------------- |
| Чоловіки | 395     | 68                 | 282              | 45                   |
| Жінки    | 418     | 85                 | 223              | 110                  |
| Разом    | 813     | 153                | 505              | 155                  |